# 훌룬 구룬
훌룬 구룬(만주어: ᡥᡡᠯᡠᠨ
ᡤᡠᡵᡠᠨᡳ Hūlun Gurun)은 하다(Hada), 울라(Ula), 여허(Yehe), 호이파(Hoifa) 네 부족에 대한 총칭이자, 네 부족으로 분열하기 전 해서여진(海西女眞)의 초기 국가를 가리킨다.

## 역사
훌룬 구룬의 시조인 나치불루는 본래 호이파와 울라 지역 사이의 키르사강의 상류 유역에서 성씨없이 홀로 살고 있던 인물이었는데, 이후 쑹화강(송화강, 숭아리강) 유역으로 이주하여 울라 부족의 수장이 되었다.
나치부루 이후 아들 샹기얀도르호치가 수장을 계승했는데, 울라의 마지막 한인 부잔타이의 후손 가문이 소장하고 있던 족보인 『오랍합살호패륵후배당책(烏拉哈薩虎貝勒後輩檔冊)』에 따르면, 그는 1,000여 리에 달하는 광대한 영역을 지배하며 훌룬 구룬을 경영했다고 한다. 도르호치의 사후 아들 기야마카쇼주구가 울라의 수장이 되었다. 기야마카는 1443년 명(明)으로부터 올자전위(兀者前衛)의 지휘(指揮)에 임명되었다.
도르호치 쇼주구 사후 아들인 둘기가 훌룬의 수장을 계승했다. 둘기는 성화 연간(1464-1487)에 명나라로부터 올자전위도독(兀者前衛都督)에 임명되었다.
둘기의 사후 훌룬의 명목상 국주는 그의 차남 구더이주얀에게 계승되었지만 명나라에게 탑산전위도독(塔山前衛都督)으로 임명된 것은 기야마카쇼주구의 다른 아들인 수허터였고, 이후에는 기야마카 쇼주구의 4남 수이툰의 아들인 커시너가 도독으로 임명됐다. 그러나 커시너 도독과 그 아들 처처무가 또다른 일족 사람인 바다이다르한에게 살해당했다. 결국 처처무의 아들인 왕타이는 시버의 수이하 호톤으로 도주했고, 커시너의 다른 아들 왕주 와일란은 하다로 가서 그곳의 수장이 되었으나 얼마 못 가 살해당하였고 이후 사태를 진압한 왕주 와일란의 아들인 볼콘 셔진이 시버(Sibe)로 망명해 있던 왕타이를 새로운 수장으로 추대했다. 이후 왕타이는 요동(遼東)에서 개원(開原) 동부에 이르는 지역에 살던 해서여진인들을 통합했다. 왕타이는 완 한(만주어: ᠸᠠᠨ
ᡥᠠᠨ Wan han)을 칭했으며 여진과 몽골의 지도자들은 물론 명나라의 요동총병(遼東總兵) 이성량(李成梁)과도 밀접한 정치적 경제적 관계를 맺었다.
한편 커시너를 죽인 바다이 다르한을 제거한 구더이 주얀의 사후 훌룬의 수장은 그의 아들 타이란에게 계승되었고, 그 후 타이란의 아들 부얀으로 이어졌다. 1561년, 부얀은 울라 여러 부락을 무력으로 통합하고, 쑹화강(송화강) 연안에 있는 홍니에 울라성(烏拉城)을 축조한 뒤 버일러(beile, 貝勒)를 자칭했다. 부얀의 사후 아들 부간이 수장을 계승했다. 이 무렵 부얀의 종형제 하다의 완 한 왕타이의 세력이 강성하여, 여진의 각 부의 패주가 되었으며, 울라도 하다에 종속되었다. 울라는 하다에 협력하여 공동의 이익을 취함으로써 왕타이의 패권을 지키려고 노력했고, 명나라와도 하다를 거쳐 교류하였다. 하다의 왕타이가 죽은 뒤 후계자인 후르간이 즉위한 지 1년 만에 병사하여 후계자 분쟁이 벌어져 하다가 혼란에 빠지자, 울라는 여세를 몰아 하다의 통제에서 벗어나 여허와 함께 수완과 시버 2부를 분할하고, 원래 울라의 지배를 받았던 수이하성을 탈환했다. 부간의 사후 아들 만타이가 후계자가 되었다. 만타이 부자는 변경에 있는 마을인 수와얀 시란이란 곳으로 가서 그곳을 수선하고 해자를 파도록 했는데, 이때 부자가 마을 부녀자 두 명을 탐하여 결국 밤에 그들의 남편에게 살해당했다.
만타이 사후, 울라 수장은 누르하치(Nurhaci, 努爾哈赤)에게 4년간 억류되었던 만타이의 아우 부잔타이가 계승하였다. 그는 누르하치가 보낸 툴쿤 후왕잔과 볼콘 피양구 휘하 병력의 보호를 받으면서 숙부 힝니야의 암살 시도를 피하여 한으로 즉위하게 된다. 그는 여허와 몽골 부락들과의 관계를 강화하고, 1597년에 여허와의 혼인동맹을 이용하여 동해여진(東海女眞)의 와르카의 안추라쿠 일대의 로툰을 비롯한 세 부족의 신속을 받아냈으며, 1603년~1605년 무렵에는 조선 함경도 종성의 동관과 온성의 유원을 공격하여 조선군과 충돌하고, 건퇴에 병력을 유둔시켜 인근 조선의 번호였던 동해여진 부족들을 신속시켰다. 마침내 부잔타이는 1605년 조선 조정으로부터 당상(堂上)의 직첩을 받아낼 수 있었다.
16세기 후반 건주여진(建州女眞)의 누르하치는 점차 패권적 팽창을 시작했다. 때로는 누르하치가 임명한 추장이 반기를 들고 독립하는 경우도 있었다. 울라의 부잔타이가 그러한 예이다. 결국 훌룬 부족들은 모두 누르하치의 건주여진에 흡수되었다. 복속된 시기는 하다가 1599년, 호이파가 1607년, 울라가 1613년, 여허가 1619년이었다.